# Wright Fusion
Wright Fusion — одноэтажный сочленённый автобус особо большой вместимости, выпускаемый производителем автобусов из Северной Ирландии Wrightbus с 1998 по 1999 год на шасси Volvo B10LA.

## История
Впервые автобус Wright Fusion был представлен в 1998 году. За его основу был взят автобус Volvo B10L.
Автобус эксплуатировался в Глазго, Лидсе и Манчестере.
Производство завершилось в 1999 году.